# Pultenaea spinosa
Pultenaea spinosa är en ärtväxtart som först beskrevs av Dc., och fick sitt nu gällande namn av Herbert Bennett Williamson. Pultenaea spinosa ingår i släktet Pultenaea och familjen ärtväxter. Inga underarter finns listade i Catalogue of Life.